# کری چهاربنیچه
کری چهاربنیچه، روستایی از توابع دهستان دیناران، شهرستان اردل در استان چهارمحال و بختیاری است. بنیچه به معنای ریشه است و چهار بنیچه یعنی گرفته شده از چهار ریشه. چهار برادر //منطقهٔ کری چهار بنیچه نام چهار طایفه  چهار برادران وابسته به هم در چهار روستای نزدیک به هم است. روستاهای لیرابی، نوترکی،  کری، آبسرده ،اَرجُل و دره توت از روستاهای وابسته به منطقهٔ چهاربنیچه  هستند.

## جمعیت
این روستا در دهستان دیناران قرار دارد و براساس سرشماری مرکز آمار ایران در سال ۱۳۸۵، جمعیت آن ۲۲۴ نفر (۳۴خانوار) بوده‌است.

## اقوام
مردم روستای کری چهاربنیچه از قوم لر و ایل بختیاری می‌باشند و به زبان لری با گویش بختیاری تکلم می‌کنند.

## طوایف بختیاری
اکثر طوایف روستای کری چهاربنیچه از شاخه هفت لنگ شامل باب دینارانی شامل طایفه اورک و شامل تیره چهار بنیچه می‌باشند.

## نویسنده یاسین میرمرقابی
اولاد میر علیرضا در کری چهار بنیچه زندگی می کنند. وهم خون هایش در شهرک منتظری [لیرابی]زندگی می‌کنند واسم آنان  میرحیدر/میرتاجدالدین /میرخسرو 